# Frédéric Kowal
Frédéric Michel Kowal (ur. 2 października 1970 w Nogent-sur-Seine) – francuski wioślarz. Brązowy medalista olimpijski z Atlanty.
Zawody w 1996 były jego pierwszymi igrzyskami olimpijskimi. Brązowy medal zdobył w dwójce podwójnej, partnerował mu Samuel Barathay. W tej samej konkurencji był siódmy na igrzyskach w 2000. Na mistrzostwach świata najlepszym jego wynikiem było czwarte miejsce.